# Palm OS
Palm OS是一种Palm开发的32位的嵌入式操作系统，用于掌上电脑。Palm OS与同步软件HotSync结合可以使掌上电脑与PC机上的信息实现同步，把台式机的 功能扩展到了手掌上。一些其他的公司也获得了生产基于Palm OS的PDA的许可，如SONY公司，Handspring公司。
在2001年，基于Palm OS的掌上电脑主要是3Com的系列产品，如Palm IIIx，Palm V，Palm VII, IBM WorkPad c3用的也是Palm OS。Sony等公司也获得了Palm Computing的许可，将开发 基于Palm OS的掌上电脑。
由于推出时间早，软件丰富，Palm曾经占据了PDA市场上绝大部分的份额。但随着微软的强势介入，推出了Windows CE操作系统，以及专门针对掌上电脑的Pocket PC Edition 2002，Palm的市场份额急剧下降。但PALM联盟采取了种种应对措施，如加快开发新版本的Palm OS，增加广告宣传等，这些措施使得PALM仍然在现在的PDA市场占据了半壁江山。
根据2012年9月资料显示，最新的版本为Palm OS 5.4，具有手机功能的Palm PDA如Palm公司的Tungsten W。而Handspring公司(已被Palm公司收购)的Treo系列则是专门使用Palm OS的手机。

## 历史发展
Palm OS是早期由U.S. Robotics(其后被3Com收购，再独立改名为Palm公司)研制的专门用于其掌上电脑产品Palm的操作系统。由于此操作系统完全为Palm产品设计和研发，而其产品由推出时就超过了苹果公司的Newton而获得了极大的成功，所以Palm OS也因此声名大噪。其后曾被IBM、Sony、Handspring等厂商取得授权，使用在旗下产品中。Palm OS操作系统以简单易用为大前提，运作需求的内存与处理器资源较小，速度也很快;但不支援多线程，长远发展受到限制。Palm OS版权现时由PalmSource公司拥有，并由PalmSource开发及维护。2005年9月9日，PalmSource被日本软件开发商爱可信收购，之后改以Access Linux Platform为名，继续开发。新出产的Palm类产品中的Palm OS版本大部分为5.0甚至更高，但市场上仍然未有采用Palm OS 6的产品。
1996年，Palm第一个版本PalmPilot1000上市，标志着Palm时代的正式开始，其搭载Palm OS 1.0。该系统支持160×160单色显示屏，通过手写识别系统或者虚拟键盘进行输入，并且可以通过HotSync与另外一台设备同步。
1997年3月Palm OS 2.0问世，该系统支持TCP/IP网络和背光显示，并添加了Mail、Expense应用程序。
1998年3月，Palm被3COM收购并发布Palm OS 3.0，该系统添加了红外接口支持，并增强了字体。同时更新了PIM和应用程序启动器。
2001年3月Palm OS 4.0发布，该系统添加了对外文件系统访问的标准接口，包括对USB的支持。
2002年Palm OS 5发布，该系统第一次支持ARM处理器。
2004年2月Palm OS Cobalt的Palm OS 5的继承产品发布，该系统引入了现代操作系统的特点，基于全新的内核，支持多任务和内存保护，并且具有现代多媒体和图形框架，新的安全机制，同时调整了PIM文件格式以便与Microsoft Outlook更加协同地工作。
2009年2月11日，Palm公司宣布以后将专注于webOS和Windows Mobile的智能设备，而将不会再有基于"Palm OS"的智能设备推出。

## 软件开发
Palm OS的应用程序主要通过C和C++开发，官方的编译器有两个:一个是商业开发环境Code Warrior Development Studio;另一个是开源工具链prc-tools，它是基于GCC的。Code Warrior因为高价和不被开发受到批评，而prc-tools也因缺乏几个重要的Code Warrior的特性，总体并不好用。
另外还有一些开发工具，比如CASL、AppForge Crossfire、Handheld Basic、Pendragon Forms等，它们可以避免C和C++低层的汇编语言。

## 外部連結
- Palm機器及Palm OS的製造者
  - Palm - Palm 硬件網站
  - Xplore（页面存档备份，存于） - GSL Xplore 硬件網站
  - PalmSource（页面存档备份，存于） - Palm OS的開發者
- Daily/Weekly Palm News/Forum Sites
  - treo8 Treo中文用户交流论坛（页面存档备份，存于）
  - MAXPDA 中文PalmOS论坛
  - TomPDA 中国大陆PalmOS论坛
  - 煮机网 中文PalmOS论坛（页面存档备份，存于）
  - BrightHand.com Palm OS（页面存档备份，存于） - Palm OS News, Reviews, Forums.
  - PalmBlvd.com（页面存档备份，存于） - Palm OS News, Reviews, Forums.
  - PalmInfocenter.com（页面存档备份，存于） - Palm OS News, Reviews, Forums.
  - PalmZone.net（页面存档备份，存于） - Palm OS News, Reviews, Forums.
  - TreoCentral.com（页面存档备份，存于） - News, Reviews, Forums for Palm Treo Users.
- 為Palm OS開發軟件
  - AppForge（页面存档备份，存于） - Visual Studio .NET的Palm OS插件
- 其他相關網站（按英文字母排序）
  - C4PDA - A good Palm OS place
  - Freeware for Palm - Free software for Palm OS devices.
  - Handango（页面存档备份，存于） - Online store that sells PDA software; Palm, PPC & Symbian Software.
  - Innersafe（页面存档备份，存于） - Security for Palm Desktop & Hotsync Manager (U.S. & Canada only)
  - PalmAttitude（页面存档备份，存于） - French-speaking Palm OS-related website: forum, news and tests.
  - Palm Evolution - Evolutionary Tree of Palm OS Devices.
  - PalmFLYING.com - site that focuses on using PDAs in Aviation.
  - PalmGear.com（页面存档备份，存于） - Freeware & shareware for Palm devices.
  - PalmOpenSource.com（页面存档备份，存于） - Open Source software for Palm OS.
  - Palm Software Organized - Software for Palm OS
  - The Palm Tipsheet（页面存档备份，存于） - (old) Practical Tips for Palm Handheld Users.
  - pdabell.com - Palm software mainly for K-12 education and Christians.
  - PDA México - PDA Palm OS website in Latin America.
  - PDA Palm - Freeware, shareware and news.
  - CDU Software （页面存档备份，存于） Freeware for Palm OS.
  - PDA Hotspots (waclepedia.com) - List of websites that adjust to the small PDA screen